# Arvicanthis blicki
Arvicanthis blicki (Арвікантіс ефіопський) — вид гризунів родини мишеві (Muridae). Цей вид є ендемічним на плато на східній стороні рифтової долини в Ефіопії. Мешкає на висоті від 2500 до 4050 м над рівнем моря. Ареал цього виду становить менше 20 000 км². Виду загрожує зникнення через випасання худоби в межах його ареалу.

## Опис
Гризун середнього розміру, довжина голови і тіла від 126 до 175 мм, довжина хвоста від 90 до 112 мм, довжина лапи від 18 до 37 мм, довжина вуха від 15,5 до 22 мм. Зверху палево-оливковий, з боків жовто-коричневий. Черевні частини коричневі з сіруватими відблисками. Вуха вкриті коричнево-жовтими волосками. Біля основи вух є біляста пляма. Ноги сірі і вкриті дрібними жовтуватими волосками. Хвіст коротший за голову і тіло, густо вкритий шерстю, зверху чорно-бурий, знизу буро-жовтий. Каріотип 2n=48 FN=64-68.